# Fletch detectivul
Fletch detectivul (titlu original: Fletch) este un film american thriller de comedie cu spioni din 1985 regizat de Michael Ritchie. În rolurile principale joacă actorii Chevy Chase, Geena Davis și Joe Don Baker. Este urmat de Moștenirea lui Fletch (1989).

## Prezentare
Irwin "Fletch" Fletcher (Chase) este un reporter de la Los Angeles Times care investighează discret traficul de droguri pe plajele din Los Angeles. Fletch este abordat pe o plajă de Alan Stanwyk (Matheson), un om bogat, care pretinde că suferă de cancer osos și îi cere să-l ucidă la o dată convenită contra unei sume mari de bani. Fletch acceptă această înțelegere, dar are unele îndoieli cu privire la motivele reale ale lui Stanwyk...

## Distribuție
- Chevy Chase - Irwin M. "Fletch" Fletcher
- Joe Don Baker - Chief Jerry Karlin
- Dana Wheeler-Nicholson - Gail Stanwyk
- Richard Libertini - Frank Walker
- Geena Davis - Larry
- Larry "Flash" Jenkins - Gummy
- Tim Matheson - Alan Stanwyk
- M. Emmet Walsh  - Dr. Joseph Dolan
- George Wendt -  Fat Sam
- Kenneth Mars - Stanton Boyd
- George Wyner - Marvin Gillet
- Kareem Abdul-Jabbar în rolul său
- Chick Hearn în rolul său
- James Avery - Detectiv #2
- Reid Cruickshanks - Sergent
- Bruce French - Dr. Holmes
- Burton Gilliam - Bud
- David W. Harper - Teenager (ca David Harper)
- Alison La Placa - Pan Am Clerk (ca Alison Laplaca)
- Joe Praml - Watchman
- William Sanderson - Jim Swarthout
- Penny Santon - Velma Stanwyk
- Robert Sorrells - Marvin Stanwyk
- Beau Starr - Willy
- WilliamTraylor - Ted Underhill

## Producție
Romanul Fletch din 1974 de Gregory Mcdonald a avut un mare succes și repede a ajuns în atenția Hollywood-ului. S-a hotărât realizarea unei ecranizări la sfârșitul anilor 1970, romancierul Mcdonald fiind cel selectat pentru a aproba alegerea actorului principal. Astfel, el a refuzat nume ca Burt Reynolds și Mick Jagger propuse inițial, înainte de a-l accepta pe Chevy Chase.
Fletch a dobândit în SUA un statut de film idol. O continuare a fost lansată în 1989, Fletch Lives (Moștenirea lui Fletch), dar nu a avut un mare succes. Un prequel, Fletch Won, în regia lui Bill Lawrence ar fi trebui să fie realizat în aprilie 2007, cu un alt actor în rolul principal, dar filmările nu au mai avut loc.

## Coloană sonoră
1. Stephanie Mills - "Bit by Bit (Theme from Fletch)" 3:38
2. Dan Hartman - "Fletch, Get Outta Town" 4:11
3. John Farnham - "Running for Love" 2:54
4. Dan Hartman - "Name of the Game" 6:02
5. Harold Faltermeyer - "Fletch Theme" 3:48
6. The Fixx - "A Letter to Both Sides" 3:20
7. Kim Wilde - "Is It Over" 3:52
8. Harold Faltermeyer - "Diggin' In" 2:44
9. Harold Faltermeyer - "Exotic Skates" 3:00
10. Harold Faltermeyer - "Running for Love" [instrumental] 2:44

## Primire
Fletch a fost lansat la 31 mai 1985 în 1225 de cinematografe, având încasări de 7 milioane $ în săptămâna premierei. A avut încasări de 50,6 milioane $ în America de Nord și 9 milioane $ în restul lumii având încasări totale de 59,6 milioane $. Filmul a avut profit și în domeniul home video, având încasări de 24,4 milioane $ din închirieri.
Fletch a beneficiat de recenzii în general pozitive având un rating de 75% pe Rotten Tomatoes pe baza a 28 de critici. 